# Agrostis cimicina
Agrostis cimicina é uma espécie de gramínea do gênero Agrostis, pertencente à família Poaceae.